# Distrito de Lugano
Lugano é um distrito da Suíça, localizado no cantão do Ticino. Tem 331,8 km² de área e sua população em 2019 foi estimada em 150.634 habitantes. Sua sede é a comuna de Lugano.